# Tione degli Abruzzi
Tione degli Abruzzi (im lokalen Dialekt U Tionë) ist eine Gemeinde (comune) in der Provinz L’Aquila in der italienischen Region Abruzzen und zählt  258 Einwohner (Stand: 31. Dezember 2023). Die Gemeinde gehört zur Comunità montana Sirentina.

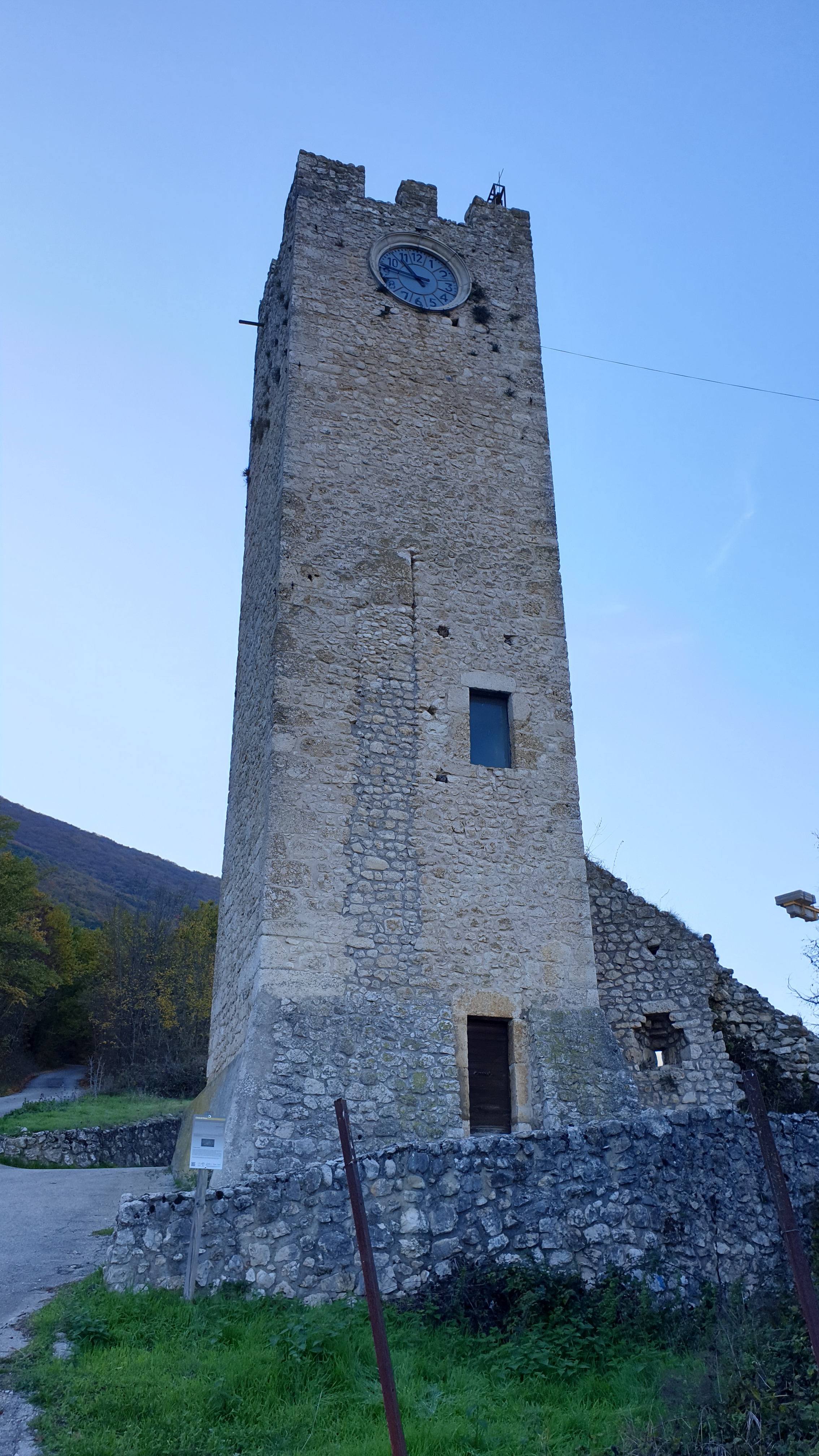
Spätmittelalterlicher Turm in Tione degli Abruzzi

Tione degli Abruzzi liegt etwa 26 Kilometer südöstlich von L’Aquila am Aterno und am Regionalpark Sirente-Velino. Der Ort liegt auf einer Höhe von 581 Metern s.l.m. Das Gemeindegebiet erstreckt sich über eine Fläche von 40,43 km². Die Nachbargemeinden sind Acciano, Caporciano, Fontecchio, Rocca di Mezzo und Secinaro.
Der Ort verfügt über eine Haltestelle an der Bahnstrecke Terni-Sulmona.